# Brote de COVID-19 estudiantil de Mallorca de 2021
El brote de COVID-19 estudiantil de Mallorca de 2021 ocurrió después de que 4000 estudiantes viajaran de viaje de fin de estudios a Palma de Mallorca realizados entre el 12 y el 20 de junio de 2021. En el viaje de estudios, se contagiaron 350 estudiantes que permanecieron aislados junto al resto de estudiantes con PCR negativa en el Hotel Palma Bellver, hasta que el Tribunal Superior de Justicia de las Islas Baleares declaró el 30 de junio de 2021 que quienes habían obtenido una prueba negativa podrían regresar a sus hogares.